# Îles de la Tonnara
Les îles de la Tonnara forment un archipel inhabité de la baie de Stagnolu en Corse. 
Elles sont totalement rocheuses et désertiques.

## Écologie
Peuplées d’oiseaux de mer, elles sont classées Zones naturelles d'intérêt écologique, faunistique et floristique et font partie de la réserve naturelle des Bouches de Bonifacio.

## Histoire
Leur nom indique une ancienne pêcherie de thons. La plus étendue porte un petit cairn. 